# 篠本高基 (実業家)
篠本 高基（しのもと こうき、1979年 - ）は、日本の実業家。福祉用具事業を手掛けるE-LIFE株式会社の創業者兼代表取締役社長。
E-LIFE株式会社は神奈川県内を中心に複数拠点（5店舗）を展開し、福祉用具のレンタル・販売・コンサルティングなどを行っている。中古福祉用具ECサイト「セカンドタウン」の運営や介護現場のDX化推進などを手掛け、循環型ビジネスモデルの実践や介護業界の課題解決に取り組む。

## 来歴
1979年、神奈川県横須賀市に生まれる。3歳以降は神奈川県中郡大磯町で生活した。高校時代は神奈川県の私立向上高等学校に野球推薦で入学し卒業。
大学卒業後の2003年に大手福祉用具会社に入社し、営業職を務める。2009年、同社営業所の所長に昇進。2013年、エリアマネージャーに抜擢された。
2016年、E-LIFE株式会社を設立し代表取締役社長に就任した。

## 事業内容

### 中古福祉用具ECサイト「セカンドタウン」
E-LIFE株式会社が運営する中古福祉用具ECサイト「セカンドタウン」は、型落ちや在庫となった福祉用具をメーカーなどから買い取り、比較的新しい用具を求める福祉施設などに提供するプラットフォームとして運営されている。
廃棄される用具を再利用することで環境負荷の軽減やコスト削減にも寄与しており、循環型ビジネスモデルの一例とされる。

### 介護DX・ICT化の推進
介護現場でのアナログ作業を削減するため、記録や管理業務をデジタル化し、効率化を図っている。営業や受発注管理においてはチャットやRPAなどのツールを活用し、従業員の残業時間を抑制する取り組みを進めている。

### コンサルティング事業
福祉施設や関連企業向けにICT導入や属人的業務のシステム化を提案し、経営や人材育成に関するアドバイスを行っている。

## 経営理念
篠本は「和を大切に成長し続ける」という経営理念を掲げており、社員や取引先などと協力し合いながら事業を拡大することを重視している。若手人材の採用を積極的に進め、直行直帰やリモートワークなどを導入して働きやすい環境作りを志向している。

## SDGsへの取り組み
E-LIFE株式会社および篠本は、以下の点で持続可能な社会への貢献を目指しているとされる
- 福祉用具のリサイクル・リユース：廃棄削減による資源循環とコストダウンを実現
- 介護DXによる働き方改革：アナログ作業を省き、生産性向上と労働環境改善を図る
- 業界全体の底上げ：コンサルティング活動などを通じて、介護・福祉業界の課題解決を推進[5][7]